# Santa Cristina (La Vega)
Santa Cristina (llamada oficialmente San Tirso de Santa Cristina) es una parroquia y un lugar del municipio español de La Vega, en la provincia de Orense, Galicia.

## Toponimia
La parroquia también es conocida por el nombre de Santiso de Santa Cristina.

## Organización territorial
La parroquia está formada por dos entidades de población, constando una de ellas en el nomenclátor del Instituto Nacional de Estadística español:
- As Lastras
- Santa Cristina

## Demografía
Gráfica demográfica del lugar y parroquia de Santa Cristina según el INE español:
| Gráfica de evolución demográfica de Santa Cristina entre 2000 y 2023 |
|                                                                      |
| Datos según el nomenclátor publicado por el INE.                     |